# EPOS 1
EPOS 1 (akronym ze slov elektronický počítací stroj nebo elektronkový počítač střední) byl název elektronkových počítačů střední výkonnostní třídy první generace, vyráběných v Československu.
EPOS 1 byl jednoadresový počítač s modulární strukturou. Přestože je EPOS 1 kvůli své konstrukci zařazen do první generace, některé procesy, které využíval, byly velmi pokrokové, objevovaly se až u počítačů druhé generace. Hlavním úkolem středního počítače EPOS 1 bylo hromadné zpracování dat. Počítač měl být sériově vyráběn v národním podniku ARITMA, ale kvůli nedostatku prostředků pro spuštění sériové výroby se podařilo sestrojit pouze několik kusů.

## Technické parametry
Počítač byl schopen provést 5 000 až 20 000 operací za sekundu. Rychlost provedení operací záležela na tom, v jaké sestavě byl EPOS 1 právě spuštěn. Příkon počítače dosahoval hodnoty 300 kW. Součástí elektronkového počítače EPOS 1 bylo přibližně 15 000 tranzistorů, 56 000 germaniových diod a 8 000 elektronek. Počítač obsahoval několik druhů pamětí: 
- feritová paměť o kapacitě 1 024 slov po 65 bitech
- bubnová paměť o kapacitě 1 024 slov o 12 desítkových řádech na jednom bubnu
- magnetická pásková paměť

K počítači EPOS 1 mohlo být připojeno kterékoliv z následujících vstupních nebo výstupních zařízení:
- snímač děrných štítků, rychlost snímání 14 štítků za sekundu
- rychlosnímač děrné pásky, rychlost snímání 1 000 znaků za sekundu
- tiskárna, tiskne 4 řádky za sekundu při 120 znacích na řádce
- děrovač děrných štítků, děruje asi 28 znaků za sekundu
- rychloděrovač děrné pásky, děruje asi 150 znaků za sekundu
- elektrický psací stroj
- česká nebo slovenská klávesnice

Elektronkový počítač EPOS 1 byl počítač čistě dekadický, to velmi usnadňovalo práci programátorům, například při čtení instrukcí nebo výsledků. Jedním z revolučních řešení použitých na počítači, byl vynález multiprogramování, které bylo řešeno výhradně hardwarovými prostředky. Hardwarové zařízení pro sdílení času umožnilo paralelní práci až na pěti na sobě nezávislých programech. I přesto, že byla schopnost pracovat s několika programy současně velmi progresivní, často jí tehdejší uživatelé nedokázali využít.
Počítač byl vybaven informačním panelem, na kterém bylo možné sledovat průběh procesů v reálném čase. Při návrhu počítače se také předpokládalo, že spolehlivost základních součástek nebude dokonalá, proto byl elektronkový počítač EPOS 1 schopen jednotlivé chyby opravovat, bez toho aby se přerušil probíhající výpočet. Další důležitou vlastností počítače byla možnost vyměnit některé komponenty připojené k základní sestavě a také připojit různá vstupní nebo výstupní zařízení popřípadě zvýšit počet bubnových nebo magnetických pamětí a touto změnou upravit způsob použití počítače. Střední počítač EPOS 1 měl díky své modulární struktuře velmi široké možnosti využití, které sahaly od hromadného zpracování dat přes automatizaci administrativních prací až po provádění vědecko-technických nebo ekonomických výpočtů.

## Historie
Po dokončení počítače prvního samočinného počítače vyrobeného v Československu SAPO, měl ústav matematických strojů ČSAV v plánu vytvoření elektronkového počítače EPOS 1. Vedoucím projektu se stal Prof. Dr. Ing. Antonín Svoboda, který měl zkušenosti s prvními americkými počítači, které poznal při svém pobytu na MIT v letech 1943 až 1946 a také se zabýval vývojem počítače SAPO. Počítač EPOS1 a jeho nástupce EPOS 2 byly poslední akademickou prací Antonína Svobody v Československu před jeho emigraci v roce 1964.
Dále se na návrhu projektu podíleli J. Oblonský, V. Chlouba, M. Valach, Z. Korvas, V. Bubeník, J. Sedlák, E. Kindler, J. Jůza a J. Imlauf. Výzkum měl podle plánu probíhat od prvního pololetí roku 1959 až do prvního pololetí roku 1960. Plán výzkumu EPOS 1 byl podle ČSAV splněn v řádném termínu a v průběhu roku 1960 byly úspěšně odzkoušeny základní funkce algoritmů a vhodnost užitých prvků a modulů na zjednodušeném funkčním vzoru zvaném Eposek. V polovině roku 1961 bylo zprovozněno přibližně 65 % obvodů. Do roku 1963 byly rozpracovány pouze tři jeho prototypy.
Následující vývoj a výroba počítače byl negativně ovlivněn nedostatečnou kvalitou nebo dokonce úplným nedostatkem některých základních součástek. Nedostatek ferritů pro paměťový blok nebo nevyhovující kvalita diod a také nedostatek měřící techniky způsobily zpoždění ve stavbě elektronkového počítače EPOS 1. Největším problémem bylo zajištění magnetické páskové pamětí. Výzkum a produkce magnetické páskové pamětí představovala pro československý elektrotechnický průmysl neřešitelný problém. Pomoc se zajištěním magnetické páskové paměti se nepodařilo získat ze Sovětského svazu ani z jiné zemi spolupracující s Československem v rámci RVHP. Velmi důležitým bodem v plánu tehdejší vlády a ÚV KSČ bylo zavedení samočinných počítačů do národního hospodářství a dokončení středního elektronkového počítače EPOS 1 byl jedním z hlavních bodů tohoto plánu. Z důvodu neschopnosti vyrobit magnetické páskové pamětí v zemích RVHP byly vedoucí orgány ministerstva všeobecného strojírenství nuceny přistoupit k jejímu nákupu a dovezení z kapitalistického státu.
Vláda dokonce rozhodla o přidělení několika mimořádných dotací za účelem dokončení středního elektronkového počítače EPOS 1 v letech 1961 až 1963. Pokus o dovoz magnetické páskové paměti se však kvůli hospodářskému embargu, které se podařilo překonat až v roce 1963 dohodou s firmou Decca. Anglická firma souhlasila, že paměti dodá během roku 1964.
V první polovině roku 1965 proběhla státní zkouška elektronkového počítače EPOS 1. Zkouška proběhla úspěšně a bylo v ní potvrzeno, že je EPOS 1 ve střední výkonnostní kategorii jedinečným strojem v rámci RVHP.
I přes veškerou podporu ze strany vlády a mimořádné finanční dotace se nepodařilo zajistit dostatečný přísun základních součástek pro spuštění sériové výroby. Velká část z podniků, které měly zájem, o pořízení elektronkového počítače EPOS 1, se kvůli zpoždění rozhodly nakoupit počítače v zahraničí. Elektrotechnický průmysl v  nebyl dostatečně rozvinutý, aby dokázal samostatně zajistit výrobu potřebného množství samočinných počítačů. Z tohoto důvodu schválila vláda v roce 1966 usnesení, ve kterém je stanoveno, že veškeré potřeby, týkající se samočinných počítačů, se budou do roku 1970 krýt dovozem z ciziny.
Počítač EPOS 1 byl po rozsáhlých změnách v logice i součástkové základně přepracován na tranzistorovou verzi nazvanou EPOS 2. Počítač EPOS 2 byl přibližně dvakrát rychlejší než jeho předchůdce EPOS 1. Zvládal téměř 39 000 operací za sekundu. EPOS 2 se po dalších úpravách dočkal sériové výroby pod názvem ZPA 600, ZPA 601 a také se vyráběl i v mobilní verzi.